# Grzybówka żelatynowoblaszkowa

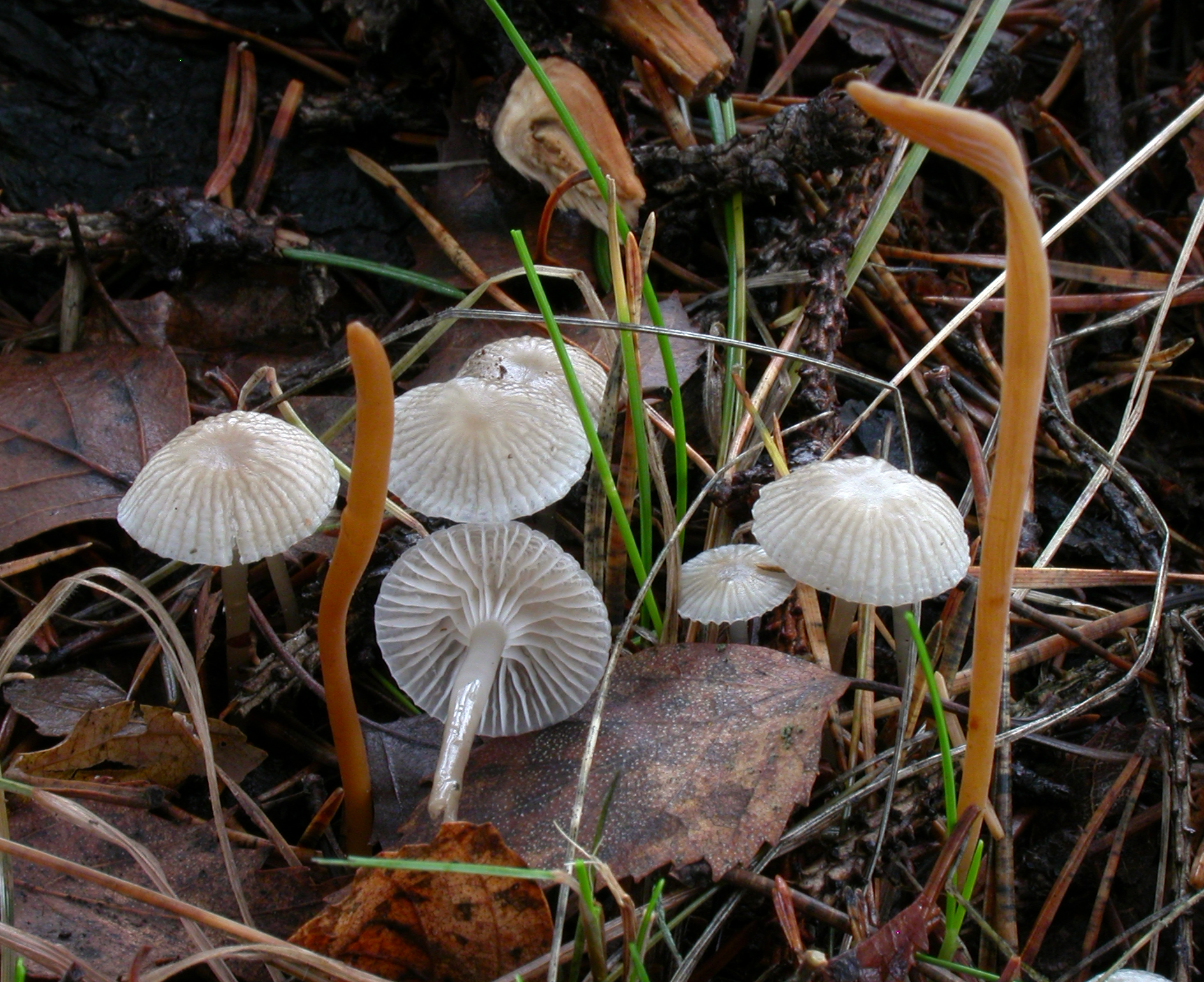

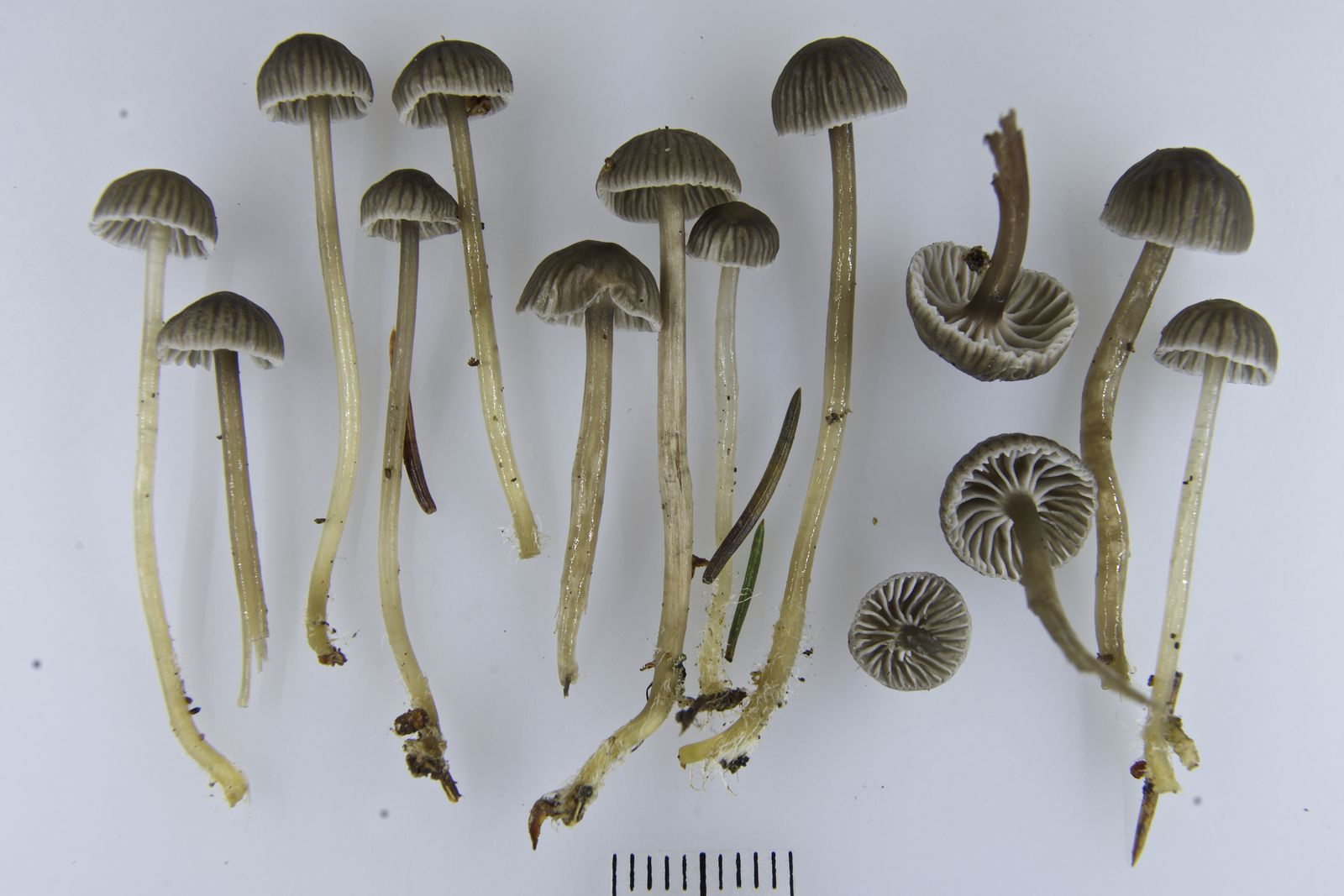

Grzybówka żelatynowoblaszkowa, grzybówka zwyczajna (Mycena vulgaris (Pers.) P. Kumm.) – gatunek grzybów z rodziny grzybówkowatych (Mycenaceae).

## Systematyka i nazewnictwo
Pozycja w klasyfikacji według Index Fungorum: Mycena, Mycenaceae, Agaricales, Agaricomycetidae, Agaricomycetes, Agaricomycotina, Basidiomycota, Fungi.
Takson ten opisał w 1794 r. Christiaan Hendrik Persoon nadając mu nazwę Agaricus vulgaris. Obecną, uznaną przez Index Fungorum nazwę nadał mu Paul Kummer w 1871 r.
Synonimy: 
- Agaricus vulgaris Pers. 1794
- Prunulus vulgaris (Pers.) Murrill 1916

Maria Lisiewska w 1987 r. nadała mu polską nazwę grzybówka zwyczajna będącą tłumaczeniem nazwy naukowej. Władysław Wojewoda w 2003 r. zaproponował nazwę grzybówka żelatynowoblaszkowa.

## Morfologia
Kapelusz
Średnica 15–20 mm, początkowo stożkowy lub paraboliczny, czasem ze spiczastym garbkiem lub nieco wklęsłym środkiem, potem spłaszczony, bruzdkowany, półprzeźroczyście-prążkowany. Jest wilgotny, lepki i nagi, pokryty galaretowatą błonką. Powierzchnia na środku ciemnobrązowa, na brzegu o barwie od jasnobrązowej do szarobrązowej.
Blaszki
W liczbie 14–25 dochodzących do trzonu, łukowate, szeroko przyrośnięte do zbiegających, żyłkowane, o barwie od bladoszarej do bladoszarobrązowej. Na krawędzi ostrza blaszki występuje oddzielna, jaśniejsza błonka.
Trzon
Wysokość 20–60 cm, grubość 1–1,5 mm, w środku pusty, walcowaty lub nieco szerszy na wierzchołku, prosty lub zagięty. Powierzchnia górą oprószona, niżej gładka. Jest kleisty lub lepki, pokryty oddzielającą się galaretowatą błonką, białawą na wierzchołku, głębiej w dole szarobrązową do dość ciemnobrązowej. Podstawa pokryta długimi, grubymi białawymi włókienkami.
Miąższ
Bez zapachu, lub o słabym owocowo-mącznym.
Cechy mikroskopowe
Podstawki 22–33 × 6–9,5 µm, maczugowate, 4-zarodnikowe ze sterygmami o długości 4,5–5,5 µm. Zarodniki 7–9 × 3,5–5 µm, pipetowate, amyloidalne. Cheilocystydy 18–35 × 2–4,5 µm, tworzące sterylne pasma, zatopione w galaretowatej materii, zakończone silnie rozgałęzionymi, żelatynizującymi naroślami 2–13 × 1–2,5 µm. Pleurocystyd brak. Trama blaszek dekstrynoidalna. Strzępki w skórce kapelusza o szerokości 2,5–3,5 µm z końcowymi komórkami przypominającymi cystydy, z dużą ilością rozgałęzionych wybrzuszeń, osadzone w galaretowatej materii. Strzępki warstwy korowej trzonu o szerokości 1,5–3,5 µm, gładkie, zatopione w galaretowatej materii, komórki końcowe z gęstymi wybrzuszeniami. Sprzążki występują w strzępkach wszystkich części grzyba.

## Występowanie i siedlisko
Grzybówka żelatynowoblaszkowa jest szeroko rozprzestrzeniona w Ameryce Północnej (USA, Kanada), w Europie i w Rosji, podano jej występowanie także w Maroku. Władysław Wojewoda w wykazie podstawkowych grzybów wielkoowocnikowych Polski przytacza wiele stanowisk z uwagą, że jej rozmieszczenie i stopień zagrożenia nie są znane.
Grzyb saprotroficzny. Rośnie w lasach iglastych i mieszanych, zarówno na nizinach jak i w górach wśród mchów i na igliwiu. Owocniki od lata do jesieni.

## Gatunki podobne
Lepki kapelusz i trzon upodabnia nieco grzybówkę żelatynowoblaszkową do grzybówki cytrynowej (Mycena epipterygia), jednak nigdy nie ma ona żółtawych kolorów charakterystycznych dla grzybówki cytrynowej. Ponadto zarodniki grzybówki cytrynowej są większe, a strzępki skórki kapelusza są rozgałęzione, zespolone i często tworzące gęste masy. Śliski kapelusz i kleisty trzon może mieć także grzybówka tarczowata (Mycena clavicularis), nie ma ona jednak oddzielnej błonki ani oddzielnej krawędzi blaszkowej, a cechy mikroskopowe są zupełnie inne.